# ルイ・フェルディナント・フォン・プロイセン (1772-1806)
ルイ・フェルディナント・フォン・プロイセン（Louis Ferdinand von Preußen, 1772年11月18日 - 1806年10月10日）は、プロイセン王国の王族・軍人。ナポレオン戦争で活躍し、長命であったならさぞかし優れた戦略家になったであろうと言われている。正式な名はドイツ語でフリードリヒ・ルートヴィヒ・クリスティアン（Friedrich Ludwig Christian）であったが、好んでフランス語風の「ルイ」に改めた。

## 生涯
ルイ・フェルディナントは1772年11月18日、ベルリンのフリードリヒスフェルデ城でプロイセン王子フェルディナントとブランデンブルク＝シュヴェート辺境伯フリードリヒ・ヴィルヘルムの娘アンナ・エリーザベト・ルイーゼ（1738年 - 1820年）の間に三男として生まれた。
その才能はフリードリヒ2世以後最も優秀とまで評された。しかし1806年のザールフェルトの戦いでジャン・ランヌ率いる部隊に敗れ、戦死した。
大伯父フリードリヒ2世と同じく熱心な音楽愛好家で、ベートーヴェンの崇拝者であった。ちなみにベートーヴェンの《ピアノ協奏曲 第3番》は、ルイ・フェルディナントに献呈されている。戦死するまでの間、ルイ・フェルディナント自身も作曲家として、数々のすぐれた器楽曲、とりわけ室内楽曲を遺した。ベートーヴェンの作曲の弟子であったルドルフ大公は、ルイ・フェルディナントの作品を高く評価しており、その早すぎる死を悼んで、《プロイセン王子ルイ・フェルディナントの主題による変奏曲》を作曲している。また、フランツ・リストも、《プロイセン王子ルイ・フェルディナントの主題による悲歌》S.168を作曲している。

## 音楽作品
- ピアノ五重奏曲 作品1
- ピアノ三重奏曲 作品2と作品3
- ピアノ四重奏のためのアンダンテと変奏 作品4
- ピアノ四重奏曲 作品5
- ピアノ四重奏曲 ヘ短調 作品6
- ピアノのための4声のフーガ 作品7
- ピアノ、フルート、ヴァイオリン、ヴィオラ、オブリガート・チェロと2つのホルンのためのノットゥルノ 作品 8
- ピアノと管弦楽のためのロンド 変ロ長調 作品9
- ピアノとヴァイオリン、チェロのための大三重奏曲 作品10
- ピアノと弦楽三重奏曲、オブリガート・コントラバスのためのラルゲットと変奏 作品11
- ピアノとクラリネット、2つのホルン、2つのヴァイオリン、2つのオブリガート・チェロのための八重奏曲 作品12
- ピアノと管弦楽のためのロンド 作品13